# Hibiscus poilanei
Hibiscus poilanei är en malvaväxtart som beskrevs av François Gagnepain. Hibiscus poilanei ingår i Hibiskussläktet som ingår i familjen malvaväxter. Inga underarter finns listade i Catalogue of Life.